# Isao Ono
Isao Ono (jap. 小野 悳 Ono Isao; ur. 24 kwietnia 1942 na Hokkaido) – japoński biathlonista. W 1967 roku wystąpił na mistrzostwach świata w Altenbergu, gdzie zajął 20. miejsce w biegu indywidualnym i dziewiąte w sztafecie. Najlepsze wyniki osiągnął podczas mistrzostw świata w Hämeenlinna w 1971 roku, gdzie był trzynasty w biegu indywidualnym i ósmy w sztafecie. Był też między innymi piąty w sztafecie na mistrzostwach świata w Lake Placid w 1973 roku. W 1968 roku wystartował na igrzyskach olimpijskich w Grenoble, zajmując 33. miejsce w biegu indywidualnym i trzynaste w sztafecie. Na rozgrywanych cztery lata później igrzyskach w Sapporo, uplasował się na 25. pozycji biegu indywidualnym i ósmej w sztafecie. Brał także udział w igrzyskach olimpijskich w Innsbrucku w 1976 roku, gdzie był czternasty w sztafecie. Nigdy nie wystartował w zawodach Pucharu Świata.

## Osiągnięcia

### Igrzyska olimpijskie
| Rok  | Miejscowość | Konkurencje | Konkurencje | Konkurencje | Konkurencje | Konkurencje | Konkurencje | Konkurencje |
| Rok  | Miejscowość | IN          | SP          | PU          | MS          | RL          | MR          | SR          |
| ---- | ----------- | ----------- | ----------- | ----------- | ----------- | ----------- | ----------- | ----------- |
| 1968 | Grenoble    | 33.         | nd.         | nd.         | nd.         | 13.         | nd.         | –           |
| 1972 | Sapporo     | 25.         | nd.         | nd.         | nd.         | 8.          | nd.         | –           |
| 1976 | Innsbruck   | –           | nd.         | nd.         | nd.         | 14.         | nd.         | –           |

### Mistrzostwa świata
| Rok  | Miejscowość | Konkurencje | Konkurencje | Konkurencje | Konkurencje | Konkurencje | Konkurencje | Konkurencje |
| Rok  | Miejscowość | IN          | SP          | PU          | MS          | RL          | MR          | SR          |
| ---- | ----------- | ----------- | ----------- | ----------- | ----------- | ----------- | ----------- | ----------- |
| 1967 | Altenberg   | 20.         | nd.         | nd.         | nd.         | 9.          | nd.         | –           |
| 1969 | Zakopane    | 27.         | nd.         | nd.         | nd.         | 7.          | nd.         | –           |
| 1970 | Östersund   | 19.         | nd.         | nd.         | nd.         | 7.          | nd.         | –           |
| 1971 | Hämeenlinna | 13.         | nd.         | nd.         | nd.         | 8.          | nd.         | –           |
| 1973 | Lake Placid | 17.         | nd.         | nd.         | nd.         | 5.          | nd.         | –           |
| 1974 | Mińsk       | 31.         | 17.         | nd.         | nd.         | 12.         | nd.         | –           |
| 1975 | Anterselva  | 50.         | 30.         | nd.         | nd.         | 10.         | nd.         | –           |
| 1976 | Anterselva  | nd.         | 34.         | nd.         | nd.         | nd.         | nd.         | –           |